# Преод
Преод или понякога книжовно Преход или Превод (изписване до 1945 година: Прѣходъ; на македонска литературна норма: Преод) e село в централната част на Северна Македония, част от община Свети Никола.

## География
Селото е разположено в североизточните склонове на Градищанската планина.

## История
В края на XIX век Преод е българско село в Щипска каза на Османската империя. Църквата „Свети Димитър“ е от XIX век. През 1900 година според статистиката на Васил Кънчов („Македония. Етнография и статистика“) Прѣходъ брои 360 жители, всички българи християни.

Всички християнски жители на селото са под върховенството на Българската екзархия. Според статистиката на секретаря на Българската екзархия Димитър Мишев („La Macédoine et sa Population Chrétienne“) в 1905 година християнското население на Преот (Preot) се състои от 320 българи екзархисти и в селото работи българско училище. В годишен рапорт за състоянието на учебното дело в Щипска каза през учебната 1905/1906 година се посочва, че село Преод (Преход) има 48 български къщи. За поминъка на местните жители се казва: 
| „ | Селените се занимават със земеделие и отчасти със скотовъдство. Почти всеки селенин си има своя земя и материално им състояние би било удовлетворително, ако не са тероризирани и ограбвани от съседните турски села Алакинци, Гуробинци и Иванковци. | “ |

През 1910 година учител в селото е Трайче Христов.
При избухването на Балканската война в 1912 година 5 души от Преод са доброволци в Македоно-одринското опълчение. След Междусъюзническата война в 1913 година селото остава в Сърбия.
По време на българското управление на Вардарска Македония през Първата световна война Преод е част от Горобинска община в Светиниколска околия на Щипски окръг и има 347 жители.
На етническата си карта от 1927 година Леонард Шулце Йена показва Преод (Preod) като българско християнско село.
В 1994 година селото има 40, а в 2002 година – 44 жители.

## Личности
Родени в Преод
- Гаврил Зафиров (1894 – 1913), български революционер от ВМОРО
- Георги Васев, български революционер, деец на ВМОРО, четник на Кръсто Лазаров в 1915 година[9]
- Гьоше (Гьошо) Арсов, български революционер, деец на ВМОРО, четник в четата на Иван Бърльо в 1915 година[10]
- Лазар Замфиров (1864 – ?), български духовник и революционер
- Манчо Преодски (Преотски), български революционер, деец на ВМРО[11]
- Петре Тосев, български революционер, деец на ВМОРО, действал в 1915 година в източната част на Вардарска Македония с чета, вероятно под командването на Иван Бърльо[12]
- Стоян Трендафилов Преодски, български революционер, деец на ВМРО[11][13]